# سمكة مسطحة

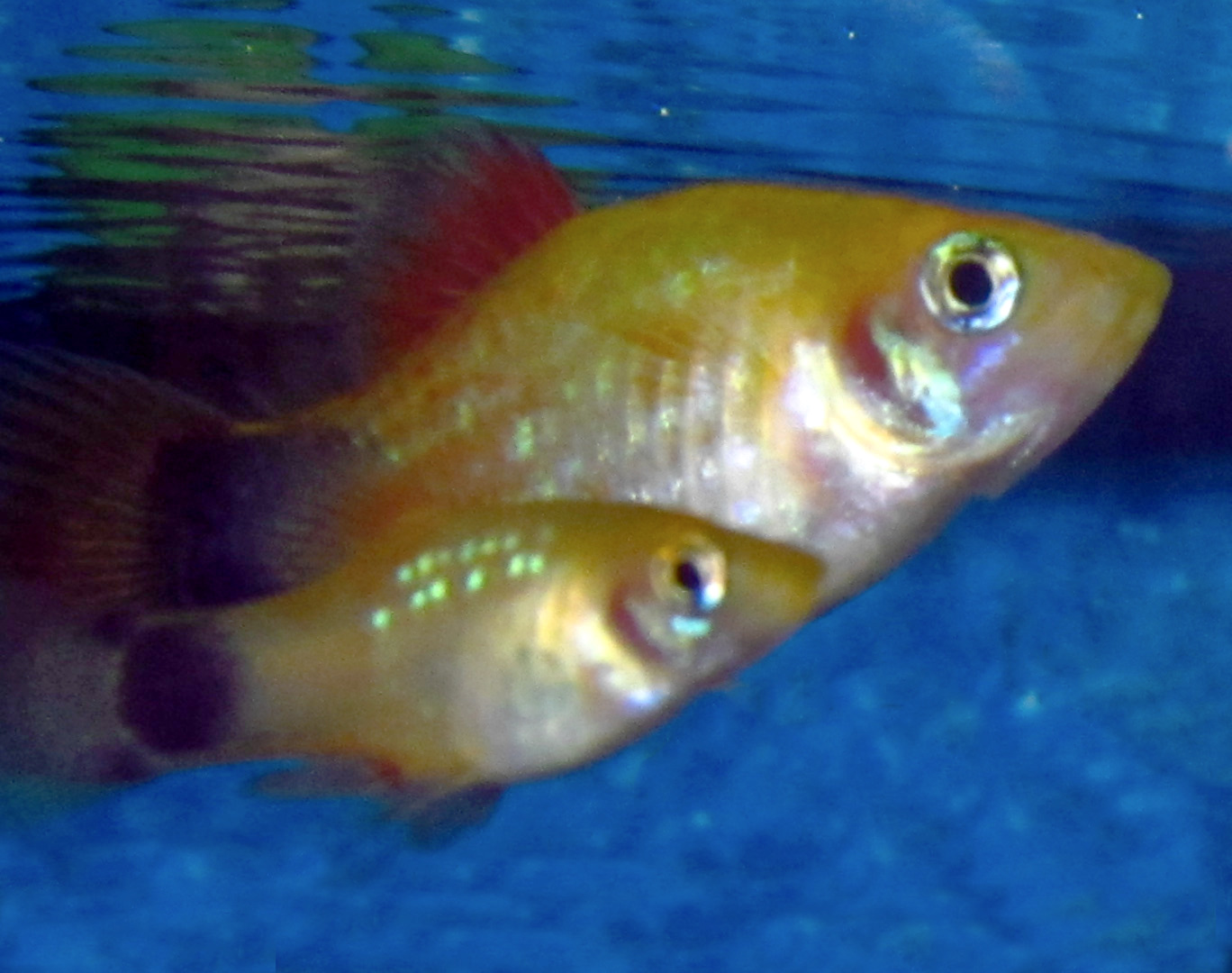
سمكة مسطحة مع ابنتها.

السمك المسطح هي إحد أنواع أسماك المياه العذبة ومن أكثر أنواع أسماك الزينة شيوعًا. من المعروف أنها أسماك كثيرة التحمل لذلك دائماً ما يبدأ بها المبتدئين في تربية أسماك الزينة. السمك المسطح تعتبر من الأسماك الولودة، أي أنها لا تضع بيوض بل تلد، وأيضاً تتكاثر بسرعة وبكميات كبيرة قد تصل لأكثر من 80 سمكة مرة واحدة. تكون فترة حملها من 3 أسابيع إلى 4 اسابيع وقد تصل إلى 5 أسابيع.
ولهذه السمكة أنواع أخرى ومن أشهرها سمكة سوردتيل التي تتميز بذيل كالسيف، وتوجد بالوان متعددة.